# George Henschel
George Henschel, właśc. Ismoa Georg Henschel (ur. 18 lutego 1850 we Wrocławiu, zm. 10 września 1934 w Aviemore) – brytyjski pianista, kompozytor, dyrygent oraz śpiewak operowy (baryton).

## Życiorys
Urodził się w niemiecko-żydowskiej rodzinie we Wrocławiu, jako dziecko uczył się gry na fortepianie. Jego pierwszy publiczny występ miał miejsce w 1862 w Berlinie. W 1881 poślubił amerykańską śpiewaczkę operową Lilian June Bailey. Jako dyrygent związany był m.in. z Bostońską Orkiestrą Symfoniczną oraz Royal Scottish National Orchestra.
Wykładał na Juilliard School w Nowym Jorku, gdzie poznał swoją drugą żonę Amy Louis.
Jego córka Georgina Henschel była hodowcą koni rasy Highland oraz Norwegian Fjord, a także autorką książek nt. jeździectwa.